# Ritterstein (Baabe)

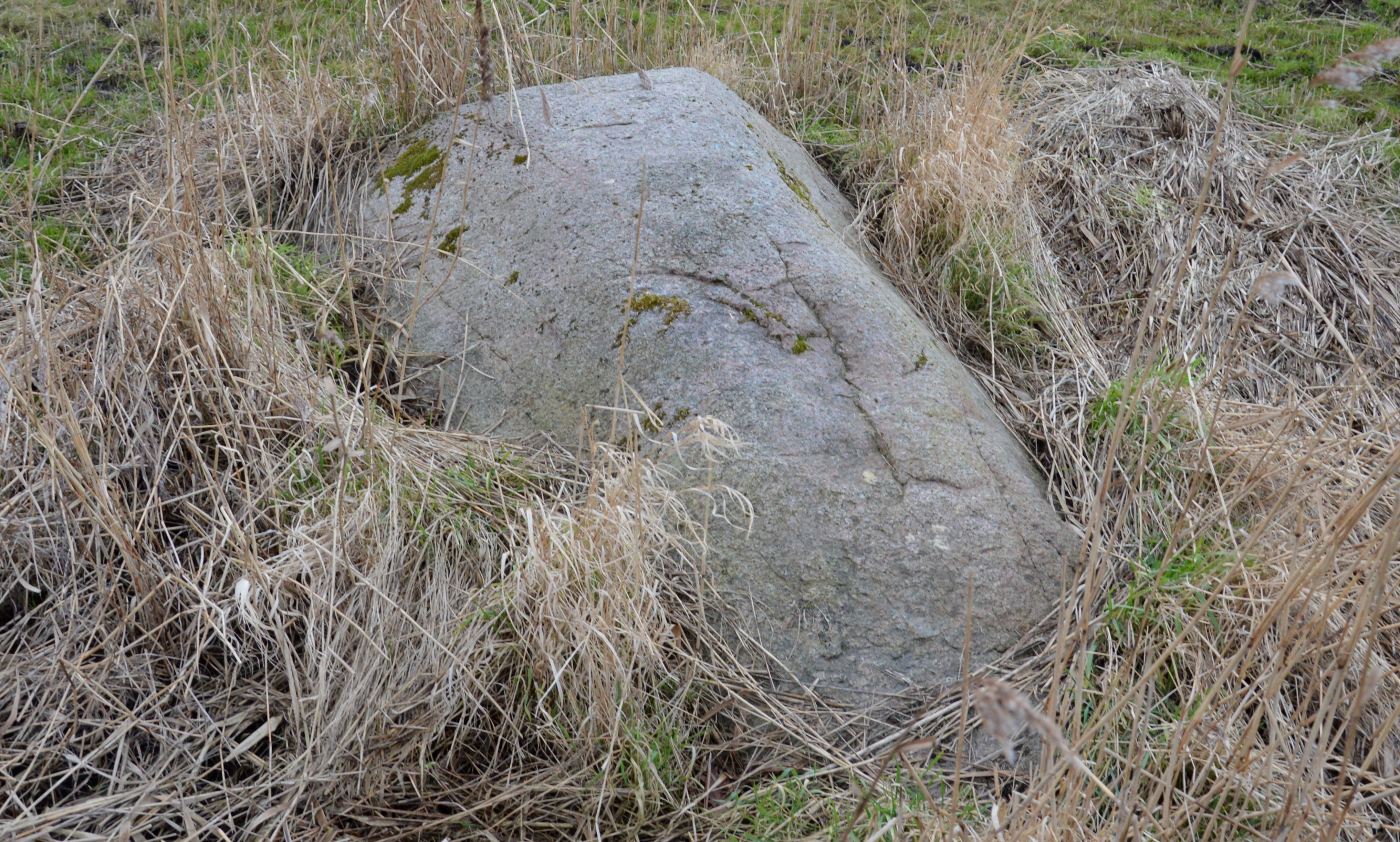
Ritterstein

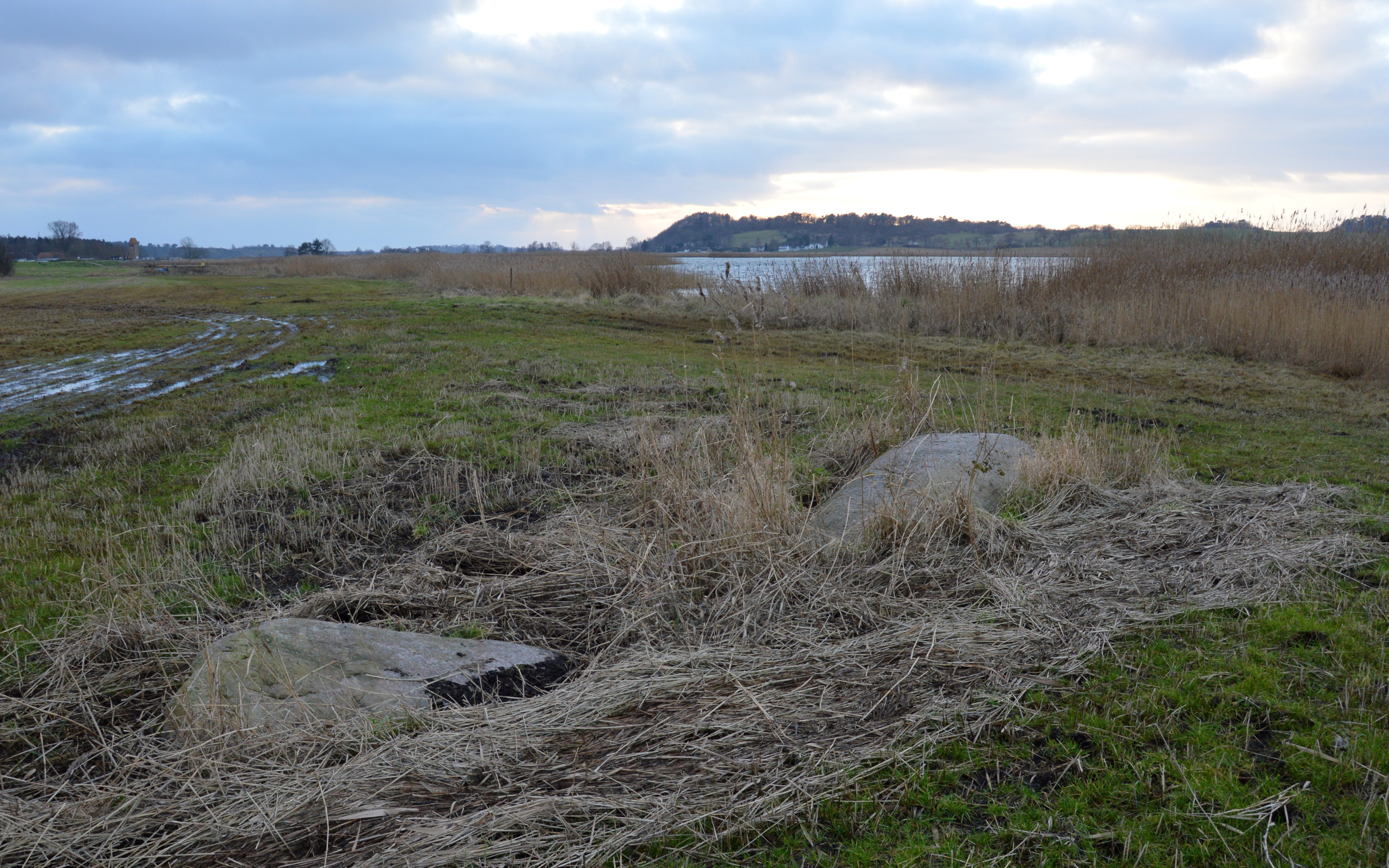
Umgebung des Rittersteins, im Vordergrund der kleinere Findling, unter dem der einen Sage nach das Pferd begraben liegt; im Hintergrund der Selliner See

Der Ritterstein ist ein Findling bei Baabe auf Rügen in Mecklenburg-Vorpommern.
Er liegt am östlichen Ufer des Selliner Sees. Östlich des Rittersteins liegt ein zweiter, etwas kleinerer Findling. Zum Teil werden beide Steine als Reitersteine bezeichnet.
Der Stein besteht aus rötlichem Granit und weist eine Länge von ungefähr 3,0 Metern bei einer Breite von etwa 1,2 Metern auf. Der flach am Boden liegende Stein ähnelt einer Grabplatte. Seine Mächtigkeit ist nicht bekannt.

## Sagen
Um den Ritterstein ranken sich mehrere Sagen. Nach einer soll unter dem Stein ein schwarzer Ritter liegen. Er habe versucht im 12./13. Jahrhundert, zum Zeitpunkt der deutschen Einwanderung in die Region, die Halbinsel Mönchgut zu erobern, sei jedoch im Kampf umgekommen. Die Beisetzung sei dann unter dem Stein erfolgt. Sein Pferd liege unter dem kleineren Stein. Am Stein spuke es seit dem. So träfe man zu bestimmten Zeiten einen wilden Jäger oder schwarzen Ritter, vor dem man jedoch auf der Hut sein müsse.
So wird erzählt, dass etwa in der Mitte des 19. Jahrhunderts die junge Berta Millermann, auf einem damals bei den Steinen vorbeiführenden Weg, eine Heringstonne von Sellin zu ihrem Heimatdorf Baabe auf einer Karre vorbeifuhr. Gerade als sie an den Steinen vorüber war erhob sich um sie herum bis hoch in die Luft ein lauter Krach, der so klang, als ob viele Reiter vorbei ritten. Es schnaufte, klirrte und klappte. Berta lief von Angst erfüllt mitsamt ihrer Karre so schnell sie konnte nach Baabe, wobei sie die Tonne verlor. Ihr Vater kehrte beherzt zur Stelle zurück und holte die Tonne, von der unsichtbaren wilden Jagd war aber nichts mehr zu hören.
Eine andere Sage spielt in der Zeit des Siebenjährigen Kriegs. Eine bei Stresow geschlagene Truppe sei über Altensien in Richtung Mönchgut geflohen, wobei sie verfolgt wurden. Am Selliner See angekommen, musste die Einheit um den See herum fliehen. Ihr Anführer trieb sein Pferd jedoch in den See und durchquerte ihn direkt und gelangte so an das andere Seeufer, in den Bereich, in dem sich heute der Ritterstein befindet. Er und sein Pferd wären dann jedoch tödlich von einer Kanonenkugel getroffen worden, die von einer in der Baaber Bek liegenden Schaluppe abgefeuert worden wäre. Er wurde vor Ort und Stelle beerdigt und dann sei der große Stein über das Grab gewälzt worden. Der Stein trage seit dem den Namen Ritterstein.